# Sandown Castle (Isle of Wight)

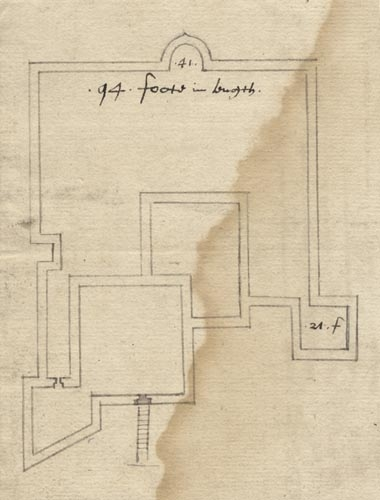
Grundriss von Sandown Castle von 1559

Sandown Castle war ein Artillieriefort, das König Heinrich VIII. 1545 in Sandown auf der englischen Isle of Wight zum Schutz gegen einen vermuteten Angriff der Franzosen bauen ließ. Daher zählt es zu den Device Forts. Die steinerne Burg mit winkligen Bastionen war ein Konglomerat aus italienischer und traditioneller, englischer Militärarchitektur. Das Gelände wurde im Sommer desselben Jahres, als das Fort noch in Bau war, von einer französischen Truppe überfallen. Später litt es unter der Küstenerosion und das Fort wurde 1631 abgerissen.

## Geschichte

### 16. Jahrhundert

#### Hintergrund
Sandown Castle wurde infolge internationaler Spannungen zwischen England, Frankreich und dem Heiligen Römischen Reich in den letzten Jahren der Regierungszeit Heinrichs VIII. errichtet. Traditionell hatte die Krone die Küstenverteidigung den örtlichen Herren und Kommunen überlassen und nahm nur eine bescheidene Rolle im Bau und der Unterhaltung von Küstenfestungen ein. Solange Frankreich und das Heilige Römische Reich miteinander in Konflikt waren, waren zwar Überfälle auf England von See her üblich, aber eine Invasion Englands erschien unwahrscheinlich. Bescheidene Befestigungen, wie einfache Blockhäuser oder Türme, existierten im Südwesten Englands und entlang der Küste von Sussex; ein paar beeindruckendere Burgen lagen im Norden Englands, aber im Allgemeinen waren die Festungen nicht sehr groß.
1533 brach König Heinrich mit Papst Paul III. über die Annullierung seiner langandauernden Ehe mit Katharina von Aragon und eine erneute Heirat. Katharina war eine Tante des spanischen Königs Karl V. und dieser verstand die Annullierung der Ehe als persönliche Beleidigung. Dies führte 1538 zu einer Allianz zwischen Frankreich und dem Heiligen Römischen Reich gegen König Heinrich und der Papst bestärkte die beiden Länder darin, England anzugreifen. Eine Invasion Englands erschien sicher. Als Antwort darauf gab König Heinrich eine Order (engl.: Device) heraus, die Befehle zur „Verteidigung des Reiches in Zeiten der Invasion“ und zum Bau von Forts entlang der englischen Küste enthielt. Die unmittelbare Gefahr ging vorüber, manifestierte sich aber 1544, als Frankreich, unterstützt durch seine Alliierten in Schottland, mit einer Invasion Englands über den Ärmelkanal hinweg drohte. König Heinrich gab daher 1544 einen weiteren Befehl heraus, dass die Verteidigungsanlagen des Landes weiter zu verstärken seien, insbesondere entlang der Südküste.

#### Bau
Von April bis September 1545 wurde Sandown Castle über der Sandown Bay gebaut, um die Südostküste der Isle of Wight zu schützen. Es wurde unter Aufsicht des italienischen Bauingenieurs Giovanni Portinari, des Vermessers William Ridgeway und des Vorarbeiters John Portinar errichtet und kostete £ 2400. Die Burg war um einen zentralen Innenhof angelegt, hatte einen Turm mit quadratischem Grundriss und zwei winklige Bastionen auf der Landseite und eine kreisrunde Bastion auf der Seeseite. Der hintere Teil der steinernen Verteidigungsanlagen war durch einen Burggraben geschützt und die Burg hatte einen hölzernen Pier, an dem Schiffe anlagen konnten.
Die winkligen Bastionen spiegeln die damaligen italienischen Ansichten über die Militärarchitektur wider und könnten auch von Richard Lee, dem königlichen Bauüberwacher, sowie Portinaris eigenen Erfahrungen im übrigen Europa beeinflusst worden sein. Obwohl Sandown Castle für eine englische Festung relativ modern war, hatte die Burg keine der noch moderneren pfeilförmigen Bastionen, wie man sie im nahegelegenen Yarmouth Castle findet. Sandown Castle wurde dafür kritisiert: Andrew Saunders beschreibt die Burg als unguten „Hybrid“ zwischen englischen und kontinentaleuropäischen Vorstellungen, John Hale als ängstlichen, verwirrten Flirt mit moderner Konstruktion.
Bevor die Burg fertiggestellt werden konnte, griffen aber bereits die Franzosen an. Admiral Claude d'Annebault überquerte mit seinen Truppen den Ärmelkanal und kam am 19. Juli mit 200 Schiffen außerhalb des Solent an. Die örtlichen Behörden befürchteten, dass das unfertige Sandown Castle Ziel eines Nachtangriffes werden könnte. 2000 französische Soldaten landeten auf der Isle of Wight und griffen Sandown an, wo die Bauarbeiter noch zu Gange waren. Der Vorstoß kam aber bald zum Erliegen und die Franzosen zogen sich zu ihrer Flotte zurück, womit die Invasionsbedrohung beendet war. Die Burg wurde nach ihrer Abfahrt schließlich fertiggestellt.

### 17. Jahrhundert
Im 17. Jahrhundert hatte die Küstenerosion die Mauern der Burg unterspült. 1627 kündigte König Karl I. an, dass er die Festung reparieren lassen würde, ließ die Ruine stattdessen aber 1631 unter der Aufsicht von Sir John Oglander abreißen. Eine neue Festung, Sandown Fort, wurde stattdessen errichtet. Sie lag weiter landeinwärts und mögliche Überreste der alten Burg sind heute noch bei Ebbe am Strand sichtbar.